# Tomas Daumantas
Tomas Daumantas (Plungė, 30 augustus 1975) is een Litouws voormalig profvoetballer. Hij heeft onder meer gespeeld voor Schalke 04, Beveren, Austria Wien, Club Brugge, MVV Maastricht, Sportfreunde Siegen, Fortuna Sittard, Vilnius FK, Excelsior Veldwezelt en Patro Maasmechelen. Verder is hij jeugdtrainer bij Fortuna Sittard.